# モラヴィア (小惑星)
モラヴィア (1901 Moravia) は、小惑星帯の外縁部にある小惑星。チェコ出身のルボシュ・コホーテクがハンブルク天文台で発見した。
チェコ東部のモラヴィア地方に因んで名付けられた。